# Saint-Pierre-de-Côle
Saint-Pierre-de-Côle is een gemeente in het Franse departement Dordogne (regio Nouvelle-Aquitaine) en telt 448 inwoners (1999). De plaats maakt deel uit van het arrondissement Nontron.

## Geografie
De oppervlakte van Saint-Pierre-de-Côle bedraagt 20,2 km², de bevolkingsdichtheid is 22,2 inwoners per km².
De onderstaande kaart toont de ligging van Saint-Pierre-de-Côle met de belangrijkste infrastructuur en aangrenzende gemeenten.

## Demografie
Onderstaande figuur toont het verloop van het inwonertal (bron: INSEE-tellingen).